# La Disparition de Stephanie Mailer
La Disparition de Stephanie Mailer est un roman de Joël Dicker paru en mars 2018 aux éditions de Fallois.

## Résumé
L'histoire débute le 30 juillet 1994 à Orphea, une petite station balnéaire des Hamptons aux États-Unis, lorsque la ville est secouée par un tragique événement : le maire de la ville et sa famille, ainsi qu'un témoin des faits, sont assassinés. L'enquête est menée par deux jeunes policiers, Jesse Rosenberg et Derek Scott, qui parviennent finalement à arrêter le meurtrier avec de solides preuves à l’appui.     
Cependant, vingt ans plus tard, Stephanie Mailer, une journaliste, affirme que les policiers se sont trompés de coupable. Ses accusations aussitôt lancées, elle disparaît mystérieusement, laissant Jesse et Dereck avec beaucoup de questions. Qu'est-il arrivé à Stephanie Mailer ? Qu'a-t-elle découvert ? Et surtout : que s'est-il vraiment passé le soir du 30 juillet 1994 à Orphea ? 

## Personnages
Chaque chapitre du livre est incarné par un personnage différent, à des époques différentes.
- Stephanie Mailer : jeune journaliste
- Jesse Rosenberg : policier
- Dereck Scott : policier
- Anna Kanner : policière
- Alan Brown : nouveau maire d'Orphea
- Charlotte Brown : femme d'Alan Brown
- Michael Bird : patron du journal local
- Meta Ostrovski : critique littéraire

## Accueil critique
Fin janvier 2019, le palmarès annuel L'Express-RTL-Tite Live — dévoilé en présence des lauréats conviés pour un déjeuner à l'hôtel Lutetia à Paris — place le roman à la première position des ouvrages francophones (parus dans l'année en grand format) les plus vendus en 2018, devant Leurs enfants après eux de Nicolas Mathieu,,.

## Dates de sortie
- Suisse : 1er mars 2018
- France et  Belgique : 7 mars 2018
- Québec : 9 mars 2018